# Autumn Bird Songs
Autumn Bird Songs är en EP av den amerikanske artisten Jason Molina (Songs: Ohia, Magnolia Electric Co.). Skivan utgavs 2012 på Graveface Records som en 10"-vinyl tillsammans med en bok av konstnären William Schaff.
Skivan finansierades via en kampanj som startade sent år 2011 och som pågick en bit in på år 2012. Totalt trycktes skivan i 350 exemplar.

## Låtlista
Alla låtar är skrivna av Jason Molina.
A
1. "Heart My Heart"
2. "The Harvest Law"
3. "Enough of a Stranger"
4. "No Hand Was at the Wheel"

B
1. "Owl & Raven"
2. "Shore to Shore"
3. "First Footing"
4. "A Sad Hard Change"

### Fotnoter
1. 1 2 3  ”Autumn Bird Songs”. Discogs.com. http://www.discogs.com/J-Molina-Autumn-Bird-Songs/release/3848743. Läst 15 december 2012.